# صنائيات
الصنائيات (الاسم العلمي Peronosporaceae)، فصيلة فطور من الطلائعيات البيضية تضم 600 نوع ضمن 21 جنس. وهي فطور متطفلة تسبب الأمراض لنباتات.